# Victor Moët de Romont
Victor Moët de Romont, né à Épernay le 9 avril 1797 et mort dans la même ville le 15 mai 1881. C'est un négociant en vins de Champagne issu de la famille du fondateur de la maison Moët, une maison qu'il a dirigé, ancien membre du conseil municipal, ancien maire d'Épernay.

## Biographie
Né en 1797, il est le fils de Jean-Rémy Moët, et l'arrière-petit-fils du fondateur de la maison de champagne Moët, Claude Moët. En 1816, sa sœur aînée, Adelaïde épouse Pierre Gabriel Chandon, issu d'une vieille famille bourgeoise du Mâconnais et  propriétaire, à la suite de la Révolution française, de l'abbaye Saint-Pierre d'Hautvillers. En 1828, c'est lui, Victor Moët qui se marie avec une jeune femme, Marguerite Sidonie Cagniard, née en 1805 à Draguignan. En 1832, son père, Jean-Remi Moët, se retire des affaires,.
À la suite du retrait de son père, la maison de champagne Moët passe aux mains d'un duo, Victor Moët et son beau-frère Pierre Gabriel Chandon. En 1833, la raison sociale de cette maison devient officiellement Moët et Chandon. Ils s'attellent dès lors à poursuivre le développement commercial de l'activité,,. En 1848, la maison vend 164 657 bouteilles de champagne, 420 203 en 1852, 1 015 891 en 1856 et 2 508 105 en 1869,. De 1850 à 1887, la superficie du vignoble de cette maison passe de 87 hectares à 440,32 hectares.
Il est durant de longues années membre du conseil municipal d'Épernay. Il est nommé maire de cette ville  le 28 juin 1848, pendant la période critique marquée par une insurrection ouvrière, mais ne le reste que trois mois et résilie son mandat fin septembre 1848.
Il reçoit le prince-président Louis Napoléon Bonaparte, futur empereur, quand celui-ci vient inaugurer le tronçon de chemin de fer Paris - Epernay, le 2 septembre 1849, et lui fait visiter les caves de la maison Moët et Chandon, des caves qui ne cessent de s'étendre.
Il fait construire un hôtel particulier pour sa fille Rachel et son gendre Victor Auban (architecte : Victor Lenoir) qui deviendra l'hôtel Auban-Moët, actuel hôtel de ville,,,.